# Can Rodó (Vilobí d'Onyar)
Can Rodó és un edifici del municipi de Vilobí d'Onyar (Selva) que al llarg del temps ha sofert múltiples intervencions. La seva fesomia actual data d'una remodelació del segle xviii o XIX sobre un edifici anterior. L'edifici principal és de tres plantes amb vessants a façana. Es tracta d'una construcció que ha sofert repetides intervencions al llarg dels segles i es fa difícil fer-ne una lectura cronològica clara.Forma part de l'Inventari del Patrimoni Arquitectònic de Catalunya.

## Descripció
La façana principal pren una alçada d'uns 10 o 12 metres i mostra el portal d'arc de mig punt amb grans dovelles i una finestra petita a banda i banda, emmarcades amb pedra. Les dues plantes superiors mostren obertures rectangulars simples amb barana de ferro i porticons de fusta, al primer nivell, i persianes enrotllables, al segon. Les baranes de la planta noble són de ferro colat, mentre que les del pis superior són de forja, totes amb decoració geomètrica. Cal destacar l'escapçament de les pedres del portal que va provocar la construcció de les noves obertures. La major part dels murs són de tàpia i tenen un gruix de quasi un metre.
A l'interior, a la planta baixa, hi ha una gran sala coberta amb volta catalana molt rebaixada amb llunetes, enguixada i pintada de blanc. A la planta noble, la sala central és de volta esquifada amb motllures i pintures decoratives. El sostre mostra uns motius ornamentals, que representen plantes escarxoferes amb flors, situades als quatre angles i al centre dels dos laterals. Al mig trobem tres medallons i dos relleus que també representen la mateixa planta. Els colors són el rosat, el blau i el verd. El paviment és de toves.
Al costat esquerre hi ha un cos afegit, bastit sobre les antigues quadres, que data de principis del segle xx. La reixa d'accés des de l'exterior mostra la data de 1911. Era de dues plantes amb galeria d'obertures d'arc rebaixat però en una reforma dels anys 60 es van transformar en finestres i es va crear un nou espai interior on actualment hi ha la cuina. A la planta baixa es mantenen algunes voltes de rajol. Al costat dret hi ha la part més antiga de la construcció de la que no en resta gairebé res. Aquest sector també es va engrandir amb dependències de treball que són fetes de rajol.

## Història
La casa pairal de can Rodó de Vilobí d'Onyar es troba documentat en el capbreu de l'any 1338 del Castell de Vilobí d'Onyar, però hi ha notícies anteriors. Era el centre d'una gran propietat de la que depenien diverses masoveries, com can Rodó. Sempre ha estat de la mateixa família. Marta Lleopart Xifre ha realitzat la recerca de l'arbre genealògic i se'n coneixen els propietaris des del segle xv. En el segle xvii canvia la grafia de can Rodor per can Rodó. El 26 de novembre de 1875 la pubilla Antònia Rodó Rovira es casa amb Francesc Pascual Vilà d'Arbúcies, per la qual cosa el cognom Rodó dels propietaris es va perdre en favor del de Pascual que es manté fins als nostres dies. Josep M. Pascual Rodó, com altres propietaris de la zona, va ser afusellat el 8 de setembre de 1936. La gran sala noble pintada del primer pis es trobava totalment coberta amb pintura grisa que tapava la decoració original i t les pintades realitzades pel Comitè Antifexista que la va ocupar l'any 1936. Va ser curosament restaurada entre l'any 1999 i 2000 per una restauradora de Girona amb la col·laboració de la propietària. Diversos hereus del mas Rodó van ser alcaldes de Vilobí d'Onyar al llarg del segle xx.